# Johan Kristian Svanljung
Johan Kristian Svanljung, även verksam under pseudonymerna J.Kr.S., Jussi Kanervainen, Kr. och Erik Teräs, född 25 augusti 1829 i Brahestad, död 12 december 1891 i Helsingfors, var en finländsk jurist, rättslig ämbetsman och skribent.

## Biografi
Johan Kristian Svanljung var son till stadsnotarien och rådmannen Carl Gustaf Svanljung och Katarina Serafia Frieman. Han avlade studentexamen vid Vasa lyceum(fi) år 1848 och blev vice häradshövding år 1856 efter att ha auskulterat i hovrätten från 1852.
Han tjänstgjorde som ordförande i Vasa kämnärsrätt från 1857 och utnämndes till hovrättsrådman i Vasa hovrätt år 1869, en tjänst han innehade fram till sin död. År 1883 var han även ledamot i en kommitté som förberedde ett finskt juridiskt och administrativt fackspråk.
Han gifte sig två gånger. Först med Sofia Lundman (1858–1887) och därefter med Alma Nylund (1889–1890).
Förutom sin juridiska bana var Svanljung verksam som skribent och utgav både juridiska handböcker och minnesskrifter, ofta under olika pseudonymer.

## Verk
- Ny juridisk handbok för medborgare af alla samhällsklasser i Finland (1873)
- Rapphönan (1880)
- Skolminnen från 1830 och 40-talet af J.Kr.S. (1883)
- Minnen från Vasa gymnasium 1844–47 (1885)
- Handledning i finsk kommunalkunskap (1891)